# جيسون كاميرون (كرة سلة)
جيسون كاميرون (بالإنجليزية: Jason Cameron)‏ مواليد 20 فبراير 1974 في كوينزلاند، هو لاعب كرة سلة أسترالي سابق. بدأ مسيرته الاحترافية في سنة 1991. اعتزل اللعب في 2000.

## المسيرة الاحترافية
لعب مع بريزبن بولتز في الدوري الأسترالي في سنة 1991، ثم لعب مع تاونسفيل كروكودايلز من سنة 1993 إلى 1999، ثم لعب مع بريزبن بولتز في الدوري الأسترالي في موسم 1999–2000.